# Lijst van voetbalinterlands Australië - Peru
Deze lijst van voetbalinterlands is een overzicht van alle officiële voetbalwedstrijden tussen de nationale teams van Australië en Peru. De landen speelden tot op heden twee keer tegen elkaar. De eerste ontmoeting was een groepswedstrijd tijdens het Wereldkampioenschap voetbal 2018, op 26 juni 2018 in Sotsji (Rusland). De laatste ontmoeting, een intercontinentale play-off voor het Wereldkampioenschap voetbal 2022, vond op 13 juni 2022 plaats in Ar Rayyan (Qatar).

## Wedstrijden
| № | Plaats    | Datum        | Competitie           | Wedstrijd        | Uitslag |
| - | --------- | ------------ | -------------------- | ---------------- | ------- |
| 1 | Sotsji    | 26 juni 2018 | WK 2018              | Australië – Peru | 0 − 2   |
| 2 | Ar Rayyan | 13 juni 2022 | WK 2022 kwalificatie | Australië − Peru | 0 − 0   |

## Samenvatting
| Competitie      | Totaal gespeeld | Winst Australië | Gelijk | Winst Peru | Doelsaldo Australië – Peru |
| --------------- | --------------- | --------------- | ------ | ---------- | -------------------------- |
| WK-eindronde    | 1               | 0               | 0      | 1          | 0 − 2                      |
| WK-kwalificatie | 1               | 0               | 1      | 0          | 0 − 0                      |
| Totaal          | 2               | 0               | 1      | 1          | 0 − 2                      |

Wedstrijden bepaald door strafschoppen worden, in lijn met de FIFA, als een gelijkspel gerekend.
FFA · A-internationals · Selecties · Bondscoaches · Australisch vrouwenelftal · Australië U21 · Australië U20 · Australië U19 · Australië U18 · Australië U17
1920 – 1929 · 
1930 – 1939 · 
1940 – 1949 · 
1950 – 1959 · 
1960 – 1969 · 
1970 – 1979 · 
1980 – 1989 · 
1990 – 1999 · 
2000 – 2009 · 
2010 – 2019 ·
2020 − 2029
WK 1974 ·
WK 2006 ·
WK 2010 · 
WK 2014 · 
WK 2018
OS 1956 · 
OS 1988 · 
OS 1992 · 
OS 1996 · 
OS 2000 · 
OS 2004 · 
OS 2008 · 
OS 2020
1922 ·
1923 · 
1924 · 
1925–1932 ·
1933 ·
1934–1935 ·
1936 ·
1937 ·
1938 ·
1939–1946 ·
1947 · 
1948 · 
1949 ·
1950 · 
1951–1953 ·
1954 · 
1955 · 
1956 · 
1957 ·
1958 · 
1959–1964 · 
1965 · 
1966 ·
1967 ·
1968 ·
1969 · 
1970 · 
1971 ·
1972 · 
1973 · 
1974 · 
1975 · 
1976 · 
1977 · 
1978 · 
1979 · 
1980 · 
1981 · 
1982 · 
1983 · 
1984 · 
1985 · 
1986 · 
1987 · 
1988 · 
1989 · 
1990 · 
1991 · 
1992 · 
1993 · 
1994 · 
1995 · 
1996 · 
1997 · 
1998 · 
1999 · 
2000 · 
2001 · 
2002 · 
2003 · 
2004 · 
2005 · 
2006 · 
2007 · 
2008 · 
2009 · 
2010 · 
2011 · 
2012 · 
2013 ·
2014 · 
2015 · 
2016 ·
2017 ·
2018 ·
2019 ·
2020 ·
2021
Amerikaans-Samoa ·
Argentinië ·
Bahrein ·
Bangladesh ·
België ·
Brazilië ·
Bulgarije ·
Cambodja ·
Canada ·
Chili ·
China ·
Colombia ·
Cookeilanden ·
Costa Rica ·
DDR ·
Denemarken ·
Duitsland ·
Ecuador ·
Egypte ·
Engeland ·
Fiji ·
Filipijnen ·
Frankrijk ·
Ghana ·
Griekenland ·
Guam ·
Honduras ·
Hongarije ·
Hongkong ·
Ierland ·
India ·
Indonesië ·
Irak ·
Iran ·
Israël ·
Italië ·
Jamaica ·
Japan ·
Jordanië ·
Kameroen ·
Kenia ·
Kirgizië ·
Koeweit ·
Kroatië ·
Libanon ·
Liechtenstein ·
Maleisië ·
Marokko ·
Mexico ·
Nederland ·
Nepal ·
Nieuw-Caledonië ·
Nieuw-Zeeland ·
Nigeria ·
Noord-Ierland ·
Noord-Korea ·
Noord-Macedonië ·
Noorwegen ·
Oezbekistan ·
Oman ·
Palestina ·
Papoea-Nieuw-Guinea ·
Paraguay ·
Peru ·
Polen ·
Qatar ·
Roemenië ·
Salomonseilanden ·
Samoa ·
Saoedi-Arabië ·
Schotland ·
Servië ·
Singapore ·
Slovenië ·
Slowakije ·
Spanje ·
Syrië ·
Tadzjikistan ·
Tahiti ·
Taiwan ·
Thailand ·
Tonga ·
Tsjechië ·
Tsjecho-Slowakije ·
Tunesië ·
Turkije ·
Uruguay ·
Vanuatu ·
Venezuela ·
Verenigde Arabische Emiraten ·
Verenigde Staten ·
Vietnam ·
Wales ·
Zimbabwe ·
Zuid-Afrika ·
Zuid-Korea ·
Zuid-Vietnam ·
Zweden ·
Zwitserland
Amerikaans-Samoa (2001) · 
Argentinië (2022) ·
Brazilië (1997) · 
Brazilië (2006) · 
Chili (2014) · 
Denemarken (2018) · 
Denemarken (2022) · 
Duitsland (2010) · 
Frankrijk (2018) · 
Italië (2006) · 
Japan (2006) · 
Kroatië (2006) · 
Nederland (2014) · 
Peru (2018) · 
Spanje (2014) · 
Zuid-Korea (2015, 2)
FPF · A-internationals · Selecties · Bondscoaches · Statistieken · Peruviaans vrouwenelftal · Olympisch elftal · Peru U21 · Peru U20 · Peru U19 · Peru U18 · Peru U17
1920 – 1929 ·
1930 – 1939 ·
1940 – 1949 ·
1950 – 1959 ·
1960 – 1969 ·
1970 – 1979 ·
1980 – 1989 ·
1990 – 1999 ·
2000 – 2009 ·
2010 – 2019 ·
2020 – 2029
WK 1930 · 
WK 1970 · 
WK 1978 · 
WK 1982 · 
WK 2018
OS 1936 · 
OS 1960
1927 · 
1928 · 
1929 · 
1930 · 
1931 · 1932 · 1933 · 1934 · 
1935 · 
1936 · 
1937 · 
1938 · 
1939 · 
1940 · 
1941 · 
1942 · 
1943 · 1944 · 1945 · 1946 · 
1947 · 
1948 · 
1949 · 
1950 · 1951 · 
1952 · 
1953 · 
1954 · 
1955 · 
1956 · 
1957 · 
1958 · 
1959 · 
1960 · 
1961 · 
1962 · 
1963 · 
1964 · 
1965 · 
1966 · 
1967 · 
1968 · 
1969 · 
1970 · 
1971 · 
1972 · 
1973 · 
1974 · 
1975 · 
1976 · 
1977 · 
1978 · 
1979 · 
1980 · 
1981 · 
1982 · 
1983 · 
1984 · 
1985 · 
1986 · 
1987 · 
1988 · 
1989 · 
1990 · 
1991 · 
1992 · 
1993 · 
1994 · 
1995 · 
1996 · 
1997 · 
1998 · 
1999 · 
2000 · 
2001 · 
2002 · 
2003 · 
2004 · 
2005 · 
2006 · 
2007 · 
2008 · 
2009 · 
2010 · 
2012 · 
2012 · 
2013 · 
2014 · 
2015 · 
2016 · 
2017 · 
2018 · 
2019 · 
2020 · 
2021 ·
2022 ·
2023 ·
2024
Algerije ·
Argentinië ·
Armenië ·
Australië ·
België ·
Bolivia ·
Brazilië ·
Bulgarije ·
Canada ·
Chili ·
China ·
Colombia ·
Costa Rica ·
Denemarken ·
Dominicaanse Republiek ·
Duitsland ·
Ecuador ·
El Salvador ·
Engeland ·
Finland ·
Frankrijk ·
Guatemala ·
Haïti ·
Honduras ·
Hongarije ·
IJsland · 
India ·
Irak ·
Iran ·
Italië ·
Jamaica ·
Japan ·
Joegoslavië ·
Kameroen ·
Kroatië ·
Marokko ·
Mexico ·
Nederland ·
Nicaragua ·
Nieuw-Zeeland ·
Nigeria ·
Oostenrijk ·
Panama ·
Paraguay ·
Polen ·
Qatar ·
Roemenië ·
Saoedi-Arabië ·
Schotland ·
Slowakije ·
Sovjet-Unie ·
Spanje ·
Trinidad en Tobago ·
Tsjechië ·
Tunesië ·
Uruguay ·
Venezuela ·
Verenigde Arabische Emiraten ·
Verenigde Staten ·
Wit-Rusland ·
Zuid-Korea ·
Zweden ·
Zwitserland
Australië (2018) ·
Denemarken (2018) ·
Frankrijk (2018) ·
Italië (1982) · 
Kameroen (1982) · 
Polen (1982)